# Billy Joe Royal
Billy Joe Royal, född 3 april 1942 i Valdosta, Georgia, död 6 oktober 2015 i Morehead City, North Carolina, var en amerikansk sångare och musiker.
Royal hade sin första singelhit 1965 med låten "Down in the Boondocks" som skrivits åt honom av Joe South. South kom att skriva ett flertal av Royals hitlåtar. "Down in the Boondocks" nådde niondeplatsen på Billboard Hot 100. Nästa singel, "I Knew You When", blev även den framgångsrik och nådde fjortondeplatsen. Efter 1966 års "I've Got to Be Somebody", som blev en hyfsad hit i USA, släpptes ett antal singlar som negligerades av skivpubliken. En av dessa, "Heart's Desire", blev under 1970-talet populär i northern soul-kretsar.
Han fick 1967 mindre framgång med den första inspelade versionen av "Hush", som 1968 blev Deep Purples första singelhit. Hans sista stora pophit var 1969 års "Cherry Hill Park" som nådde femtondeplatsen på amerikanska singellistan. Royal sadlade på 1980-talet framgångsrikt om till countrysångare med bland annat albumet Out of the Shadows från 1990.

## Diskografi (urval)
Studioalbum
- 1965 – Down in the Boondocks
- 1967 – Billy Joe Royal featuring Hush
- 1969 – Cherry Hill Park
- 1980 – Billy Joe Royal
- 1981 – Billy Joe Royal
- 1982 – Makin' Believe
- 1983 – Folio
- 1986 – Looking Ahead
- 1987 – The Royal Treatment
- 1989 – Tell It Like It Is
- 1990 – Out of the Shadows
- 1992 – Billy Joe Royal
- 1998 – Stay Close to Home
- 2009 – His First Gospel Album